# Shirley (New Forest)
Shirley – przysiółek w Anglii, w Hampshire. W latach 1870–1872 osada liczyła 149 mieszkańców.